# Steyr Hahn M11/M12/M12 P16

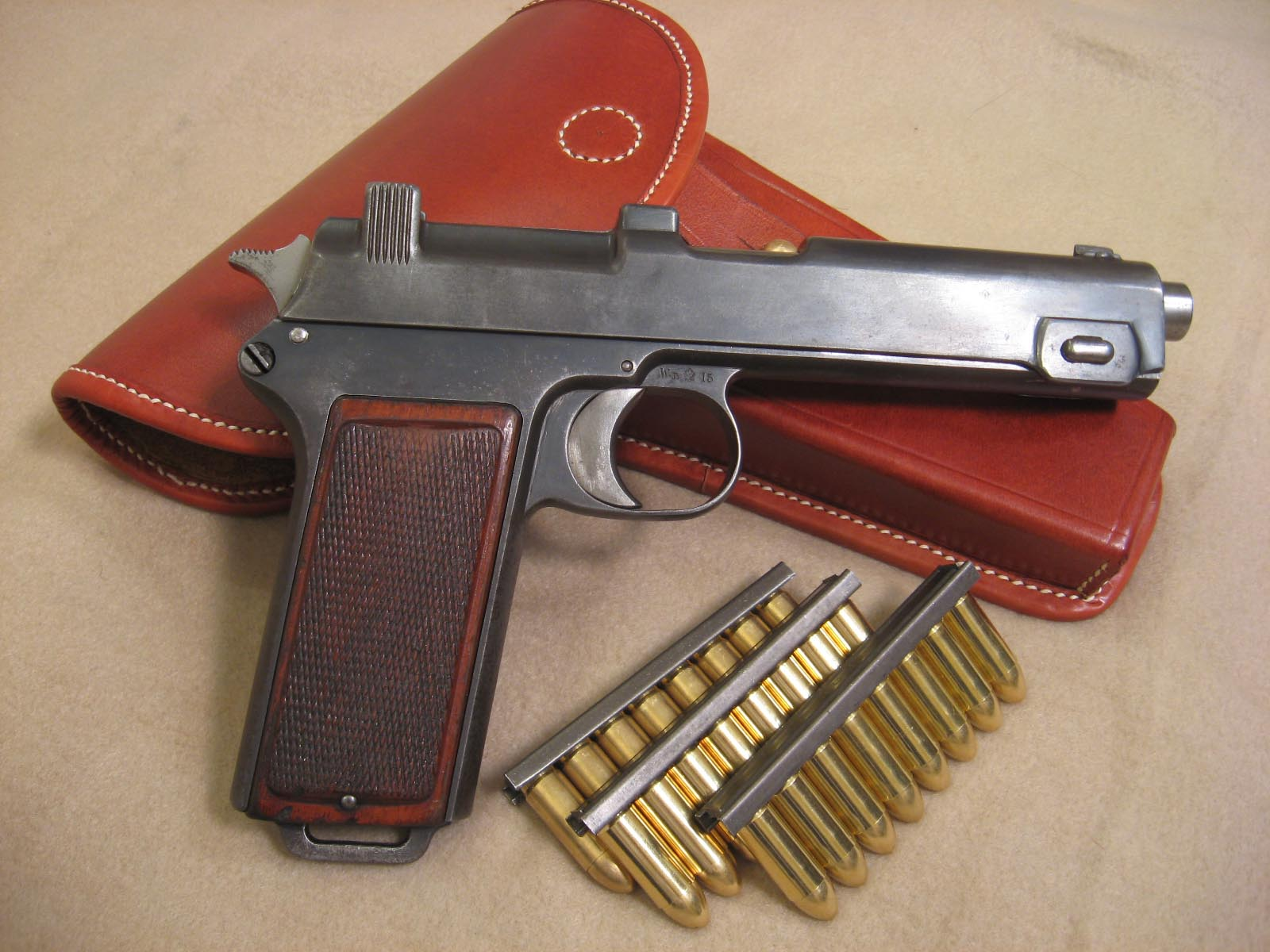
Un Steyr M1912 avec son étui et ses lames-chargeurs

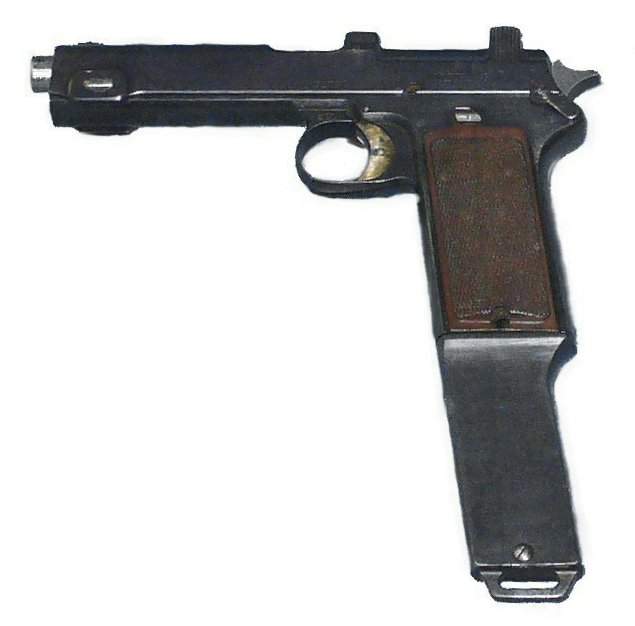
Le rare pistolet-rafaleur Steyr M12 P16

Le Steyr-Hahn (Modèle Steyr à chien) est un pistolet autrichien qui fut produit de 1911 à 1918 (à 250 000 exemplaires) en Autriche par l'OEWG. Il était vendu dans le commerce comme Steyr M11 (30 000 armes vendues). Il fut adopté par l'armée austro-hongroise, l'armée roumaine et l'armée chilienne comme Steyr Modèle 1912. Les officiers austro-hongrois et roumains l'utilisèrent durant les guerres balkaniques et la Grande Guerre. Après 1918, il resta en service en Autriche, en Tchécoslovaquie et en Yougoslavie. Les Roumains le remplacèrent en 1935 par le Beretta model 1934. Les armes de l'Armée autrichienne furent réemployés par la Wehrmacht en 1939-1945. Quelques-uns connurent les guerres de Yougoslavie dans les années 1990 ; on peut ainsi les voir dans le film Underground d'Emir Kusturica. Un pistolet rafaleur en fut dérivé pour les aviateurs austro-hongrois : le  Steyr M12 P16.

## Données techniques M12
- Munition : 9 mm Steyr/9 mm Parabellum (Wehrmacht)
- Mécanisme : simple action,  court recul du canon, verrouillage rotatif
- Longueur totale : 22 cm
- Masse à vide : 950 g
- Magasin : huit coups (lame-chargeur)

## Données techniques Steyr M12 Marine
- Munition : 9 mm Steyr
- Mécanisme : simple action, court recul du canon
- Longueur totale : 26 cm
- Canon : 16,5 cm
- Magasin : huit coups
- Masse de l’arme vide : environ 1 kg

## Données techniques Steyr M12 P16
- Munition : 9 mm Steyr
- Mécanisme : simple action, court recul du canon, sélecteur de tir (côté droit de la carcasse)
- Longueur totale : 22 cm
- Canon : 12,5 cm
- Magasin : 16 coups
- Masse de l’arme vide : environ 1,1 kg
- Cadence de tir : 1 200 coups par  minute (1 magasin = 0,8 seconde)